# Taça Brasil 1966
La Taça Brasil 1966 (in italiano Coppa Brasile 1966) è stata la 8ª edizione del torneo. Vi parteciparono le squadre vincitrici di 21 campionati statali disputati l'anno precedente, più il Santos campione in carica.

## Formula
- Primo turno: 4 gruppi da 4 squadre ciascuno divisi geograficamente. Le squadre disputano semifinali e finale in modo da designare la vincitrice di ogni gruppo, che si qualifica alla fase seguente.

- Secondo turno: le 2 vincitrici dei gruppi si affrontano per determinare le finaliste. Le squadre sono divise per regione di provenienza in due zone (Nord e Sud)

- Fase finale: le 2 vincitrici si affrontano in semifinale con le squadre campioni di Guanabara e di San Paolo. Le due vincitrici si qualificano per la finale.

## Partecipanti
| Squadra        | Città                 | Stato               |
| -------------- | --------------------- | ------------------- |
| ABC            | Natal                 | Rio Grande do Norte |
| Americano      | Campos dos Goytacazes | Rio de Janeiro      |
| Anápolis       | Anápolis              | Goiás               |
| Campinense     | Campina Grande        | Paraíba             |
| Confiança      | Aracaju               | Sergipe             |
| Cruzeiro       | Belo Horizonte        | Minas Gerais        |
| CSA            | Maceió                | Alagoas             |
| Desportiva     | Cariacica             | Espírito Santo      |
| Ferroviário-PR | Curitiba              | Paraná              |
| Flamengo-PI    | Teresina              | Piauí               |
| Fluminense     | Rio de Janeiro        | Guanabara           |
| Fortaleza      | Fortaleza             | Ceará               |
| Grêmio         | Porto Alegre          | Rio Grande do Sul   |
| Inter de Lages | Lages                 | Santa Catarina      |
| Náutico        | Recife                | Pernambuco          |
| Palmeiras      | San Paolo             | San Paolo           |
| Paysandu       | Belém                 | Pará                |
| Rabello        | Brasilia              | Distretto Federale  |
| Rio Negro      | Manaus                | Amazonas            |
| Sampaio Corrêa | São Luís              | Maranhão            |
| Santos         | Santos                | San Paolo           |
| Vitória        | Salvador              | Bahia               |

## Primo turno

### Gruppo Nord-Est

#### Quarti di finale

##### Andata
| Maceió 10 luglio 1966 | CSA | 2 – 0 | Confiança |  |

| Campina Grande 14 luglio 1966 | Campinense | 2 – 0 | ABC |  |

##### Ritorno
| Aracaju 17 luglio 1966 | Confiança | 0 – 1 | CSA |  |

| [[Natal]] 24 luglio 1966 | ABC | 1 – 2 | Campinense |  |

#### Semifinale

##### Andata
| Campina Grande 15 agosto 1966 | Campinense | 2 – 3 | CSA |  |

##### Ritorno
| Maceió 21 agosto 1966 | CSA | 2 – 0 | Campinense |  |

#### Finale

##### Andata
| Maceió 31 agosto 1966 | CSA | 2 – 3 | Vitória |  |

##### Ritorno
| Salvador 13 settembre 1966 | Vitória | 4 – 2 | CSA |  |

### Gruppo Nord

#### Quarti di finale

##### Andata
| Belém 13 luglio 1966 | Paysandu | 6 – 0 | Rio Negro |  |

| Teresina 17 luglio 1966 | Flamengo-PI | 2 – 0 | Sampaio Corrêa |  |

##### Ritorno
| Manaus 17 luglio 1966 | Paysandu | 0 – 3 | Rio Negro |  |

| São Luís 24 luglio 1966 | Sampaio Corrêa | 1 – 1 | Flamengo-PI |  |

#### Semifinale

##### Andata
| Belém 7 agosto 1966 | Paysandu | 2 – 0 | Flamengo-PI |  |

##### Ritorno
| Teresina 15 agosto 1966 | Flamengo-PI | 2 – 0 | Paysandu |  |

##### Spareggio
| Teresina 15 agosto 1966 | Flamengo-PI | 0 – 0 | Paysandu |  |

#### Finale

##### Andata
| Fortaleza 31 agosto 1966 | Fortaleza | 3 – 1 | Paysandu |  |

##### Ritorno
| Belém 7 settembre 1966 | Paysandu | 1 – 1 | Fortaleza |  |

### Gruppo Sud

#### Semifinale

##### Andata
| Lages 10 luglio 1966 | Inter de Lages | 3 – 3 | Ferroviário |  |

##### Ritorno
| Curitiba 17 luglio 1966 | Ferroviário | 2 – 0 | Inter de Lages |  |

#### Finale

##### Andata
| Curitiba 17 agosto 1966 | Ferroviário | 0 – 0 | Grêmio |  |

##### Ritorno
| Porto Alegre 4 settembre 1966 | Grêmio | 3 – 0 | Ferroviário |  |

### Gruppo Centro

#### Quarti di finale

##### Andata
| Cariacica 10 luglio 1966 | Desportiva | 2 – 2 | Americano |  |

| Brasília 13 luglio 1966 | Rabello | 2 – 0 | Anápolis |  |

##### Ritorno
| Campos dos Goytacazes 17 luglio 1966 | Americano | 3 – 0 | Desportiva |  |

| Anápolis 20 luglio 1966 | Anápolis | 1 – 0 | Rabello |  |

##### Spareggio
| Anápolis 20 luglio 1966 | Anápolis | 4 – 1 | Rabello |  |

#### Semifinale

##### Andata
| Anápolis 23 agosto 1966 | Anápolis | 2 – 0 | Americano |  |

##### Ritorno
| Campos dos Goytacazes 28 agosto 1966 | Americano | 2 – 1 | Anápolis |  |

##### Spareggio
| Campos dos Goytacazes 30 agosto 1966 | Americano | 3 – 2 | Anápolis |  |

#### Finale

##### Andata
| Campos dos Goytacazes 7 settembre 1966 | Americano | 0 – 4 | Cruzeiro |  |

##### Ritorno
| Belo Horizonte 14 settembre 1966 | Cruzeiro | 6 – 1 | Americano |  |

## Secondo turno

### Zona Nord

#### Semifinale

##### Andata
| Fortaleza 20 settembre 1966 | Fortaleza | 1 – 1 | Vitória |  |

##### Ritorno
| Salvador 23 settembre 1966 | Vitória | 4 – 0 | Fortaleza |  |

#### Finale

##### Andata
| Recife 28 settembre 1966 | Náutico | 3 – 0 | Vitória |  |

##### Ritorno
| Salvador 5 ottobre 1966 | Vitória | 2 – 3 | Náutico |  |

### Zona Sud

#### Finale

##### Andata
| Porto Alegre 9 ottobre 1966 | Grêmio | 0 – 0 | Cruzeiro |  |

##### Ritorno
| Belo Horizonte 23 ottobre 1966 | Cruzeiro | 2 – 1 | Grêmio |  |

## Fase finale

### Quarti di finale

#### Andata
| San Paolo 19 ottobre 1966 | Palmeiras | 0 – 0 | Náutico |  |

#### Ritorno
| Recife 26 ottobre 1966 | Náutico | 0 – 0 | Palmeiras |  |

#### Spareggio
| Recife 26 ottobre 1966 | Náutico | 3 – 0 | Palmeiras |  |

### Semifinali

#### Andata
| Recife 9 novembre 1966 | Náutico | 0 – 2 | Santos |  |

| Recife 9 novembre 1966 | Cruzeiro | 2 – 2 | Fluminense |  |

#### Ritorno
| Santos 17 novembre 1966 | Santos | 3 – 5 | Náutico |  |

| Rio de Janeiro 23 novembre 1966 | Fluminense | 1 – 3 | Cruzeiro |  |

#### Spareggio
| Santos 19 novembre 1966 | Santos | 4 – 1 | Náutico |  |

### Finale

#### Andata
| Arbitro: | Armando Marques |

|                                                                        |           |                           |
| Zè Carlos 1 (aut.) Natal 5’ Dirceu Lopes 20’ 39’ 72’ Tostão 41’ (rig.) | Marcatori | Toninho Guerreiro 51’ 55’ |

#### Ritorno
| Arbitro: | Armando Marques |

|                                |           |                                              |
| Pelé 23’ Toninho Guerreiro 25’ | Marcatori | 64’ Tostão (pun.) 73’ Dirceu Lopes 89’ Natal |

## Verdetti
- Cruzeiro vincitore della Taça Brasil 1966 e qualificato alla Coppa Libertadores 1967.
- Santos qualificato alla Coppa Libertadores 1967.